# Drewno (botanika)

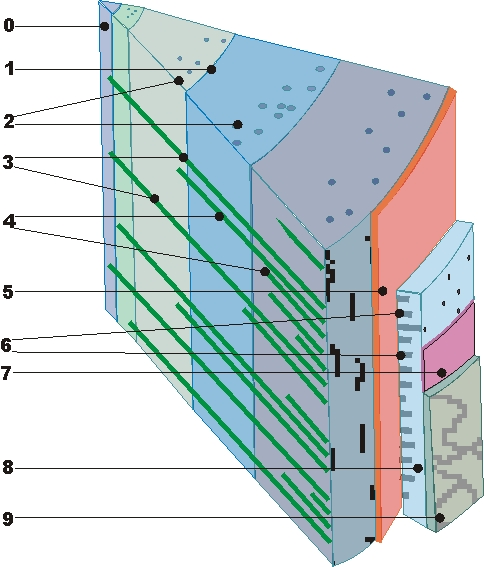
Budowa drewna wtórnego na przykładzie pnia drzewa iglastego:
1 – granica słoja rocznego,
2 – drewno późne z przewodami żywicznymi,
3 – promień rdzeniowy pierwotny,
4 – promień rdzeniowy wtórny,
Na przekroju widać też inne tkanki:
0 – rdzeń pnia,
5 – kambium (waskularne),
6 – rurki sitowe (komórki przewodzące łyka),
7 – fellogen (tkanka korkotwórcza),
8 – promienie łykowe,
9 – kora.

Drewno, ksylem (z gr. ksylos – drewno) – złożona tkanka roślinna roślin naczyniowych, zajmująca przestrzeń między rdzeniem a kambium. Jej główną funkcją jest rozprowadzanie wody i rozpuszczonych w niej soli mineralnych, pobieranych przez korzenie, po całej roślinie. U roślin strefy klimatów umiarkowanych wiosną, gdy rozpoczyna się okres wegetacji transportuje również substancje odżywcze z elementów spichrzowych (są to głównie korzenie i pnie) do rozwijających się pędów i liści. Większość komórek wchodzących w skład drewna ma zdrewniałe ścianki, przez co drewno pełni również funkcję mechaniczną.
Drewno tworzą cztery typy elementów:
- elementy przewodzące:
  - cewki (tracheidy),
  - naczynia (tracheje),
- elementy wzmacniające i spichrzowe:
  - włókna drzewne,
  - miękisz drzewny.

U niektórych roślin występują ponadto przewody żywiczne (kanały żywiczne) i kanały mleczne oraz promienie drzewne (promienie rdzeniowe).
Ze względu na pochodzenie możemy wyróżnić:
- drewno pierwotne, będące wytworem merystemów wierzchołkowych pędu i korzenia,
- drewno wtórne, będące wytworem kambium.

Ze względu na stopień zróżnicowania, drewno pierwotne dzieli się na:
- protoksylem,
- metaksylem.

Ze względu na czas wzrostu w okresie wegetacyjnym, drewno wtórne dzieli się na:
- drewno wczesne (wiosenne),
- drewno późne (letnie).

Ze względu na udział lub brak procesu twardzielowania, drewno wtórne dzieli się na:
- drewno bielaste (biel),
- drewno twardzielowe (twardziel).

Ze względu na układ elementów przewodzących słoja rocznego na przekroju poprzecznym pnia, drewno wtórne dzieli się na:
- drewno iglaste,
- drewno pierścieniowonaczyniowe liściaste[3],
- drewno rozpierzchłonaczyniowe liściaste[3].